# Иманс, Поль
Поль Луи Адриен Анри Иманс (фр. Paul Louis Adrien Henri Hymans; 23 марта 1865, Иксель, Бельгия — 8 марта 1941, Ницца, Франция) — бельгийский дипломат и государственный деятель, пять раз занимавший должность министра иностранных дел Бельгии, президент Лиги Наций (1920—1921 и 1932—1933).

## Биография
Родился в зажиточной семье среднего класса. Его отцом был писатель и историк Луи Иманс. По окончании Брюссельского свободного университета получил докторскую степень в области права и занимался юридической практикой в Брюсселе. Позже начал преподавательскую деятельность в Брюссельском свободном университете, в Школе политических и социальных наук. Одновременно являлся политическим обозревателем газеты La Meuse. По просьбе короля Леопольда III работал над задачей внедрения в стране института референдумов.
Вступив в Либеральную партию, стал лидером её левого крыла. С 1900 до конца жизни являлся депутатом Палаты представителей от Брюсселя. В 1919 г. вместе с Шарлем де Броквилем и Эмилем Вандервельде инициировал законы о всеобщем избирательном праве для мужчин (один человек, один голос) и обязательном образовании.
После начала Первой мировой войны в 1914 г. принимал участие в дипломатической миссии в США.
- 1915 г. — был назначен специальным представителем правительства в Лондоне,
- 1917—1918 гг. — министр экономики (правительство в изгнании),
- 1918—1920 гг. — министр иностранных дел. Возглавлял бельгийскую делегацию на Парижской мирной конференции (1919). Внес большой вклад в передаче Бельгии Эйпен-Мальмеди и решению вопроса по статусу Шельды, а также получению мандата на Руанду-Урунди (Соглашение Ортс-Милнье, 1919). Сыграл значительную роль в создании Лиги Наций, став её вторым председателем (1920-21),
- 1924—1925 и 1927—1935 гг. — вновь министр иностранных дел Бельгии. Значительное внимание уделял взаимоотношением с Веймарской Республикой (план Дауэса, 1924; Локарнские договоры, 1925; Пакт Келлога-Бриана, 1928). Считается одним из авторов идеи заключения экономического союза между Бельгией, Нидерландами и Люксембургом, что в конечном счете привело к заключению Таможенного союза в 1944 г.,
- 1926—1927 гг. — министр юстиции,
- 1935—1936 гг. — министр без портфеля,
- январь-февраль 1939 г. — министр иностранных дел Бельгии.

На момент начала Второй мировой войны являлся государственным министром и вице-президентом Брюссельского свободного университета.
Был масоном, принадлежал к ложе Les Amis Philanthropes.
Умер в эмиграции во Франции. Похоронен на кладбище Икселя в пригороде Брюсселя.

## Награды
Бельгия:
- Орден Леопольда I и Орден Короны,
- Гражданский Крест 1-го класса,
- Медаль Национогоо возрождения,
- Памятная медаль правления короля Леопольда II,
- Медаль столетия Независимости Бельгии.

Другие государства:
- Большой крест ордена Святого Михаила и Святого Георгия (Великобритания),
- Большой крест ордена Святых Маврикия и Лазаря (Италия),
- Большой крест ордена Святого Григория Великого (Ватикан),
- Большой крест ордена Адольфа Нассау (Люксембург),
- Большой крест Национального ордена Кондора Андов (Боливия),
- Большой крест ордена Свободы (Венесуэла),
- Большой крест ордена Трех звезд (Латвия),
- Большой крест ордена Белого орла (Югославия),
- Большой крест ордена Белого орла (Польша),
- Большой крест ордена Восходящего солнца (Япония),
- Большой крест ордена Белой розы Финляндии,
- Большой крест ордена Нидерландского льва,
- Большой крест ордена Данеброг (Дания),
- Большой крест ордена Мухаммеда Али (Египет),
- Большой крест ордена Звезды Румынии,
- Королевский венгерский орден Святого Стефана,
- Большой крест ордена Звезды Эфиопии,
- Большой крест ордена Скандербега (Албания),
- Большой крест ордена Исландского сокола,
- Большой крест ордена Святого Олафа (Норвегия),
- Большой крест ордена Князя Даниила I (Черногория),
- Большой крест ордена Христа (Португалия),
- Большой крест ордена Бояки (Колумбия),
- Большой крест ордена Карлоса III (Испания),
- Большой крест ордена Солнца Перу,
- Большой крест ордена Вазы (Швеция),
- Большой крест ордена Короны (Иран).